# Eden Finkelstein
Eden Finkelstein (hebräisch עדן פינקלשטיין; * 9. April 2000 in Givʿatajim) ist eine israelische Leichtathletin, die im Sprint sowie im Weitsprung an den Start geht. 

## Sportliche Laufbahn
Erste internationale Erfahrungen sammelte Eden Finkelstein im Jahr 2019, als sie bei den U20-Balkan-Hallenmeisterschaften in Istanbul in 7,62 s die Goldmedaille im 60-Meter-Lauf gewann und auch im Weitsprung mit neuem Landesrekord von 6,32 m siegte. Anschließend belegte sie bei den Balkan-Hallenmeisterschaften ebendort mit 6,21 m den vierten Platz. 2021 belegte sie bei den Balkan-Meisterschaften in Smederevo mit der israelischen 4-mal-100-Meter-Staffel in 45,89 s den vierten Platz und anschließend kam sie bei den U23-Europameisterschaften in Tallinn im Vorlauf nicht ins Ziel. Anschließend begann sie ein Studium an der Harvard University in den Vereinigten Staaten. Im Jahr darauf belegte sie bei den Balkan-Meisterschaften in Craiova in 11,90 s den achten Platz im 100-Meter-Lauf und gewann mit der Staffel in 45,20 s die Bronzemedaille hinter den Teams aus Griechenland und Österreich.
2022 wurde Finkelstein israelische Meisterin im 200-Meter-Lauf.

## Persönliche Bestleistungen
- 100 Meter: 11,61 s (+0,5 m/s), 26. März 2022 in Coral Gables
- 60 Meter (Halle): 7,59 s (+1,7 m/s), 22. Januar 2022 in Boston
- 200 Meter: 24,08 s (+0,5 m/s), 9. April 2022 in New Haven
- Weitsprung: 6,13 m (+1,2 m/s), 20. Juni 2021 in Hadassah Neurim
  - Weitsprung (Halle): 6,32 m, 10. Februar 2019 in Istanbul (israelischer Rekord)